# 博格斯維爾 (科羅拉多州)
博格斯維爾（英語：Boggsville）是位於美國科羅拉多州本特縣的一個非建制地區。該地的面積和人口皆未知。

## 地理
博格斯維爾的座標為38°02′37″N 103°12′35″W / 38.04361°N 103.20972°W，而該地的平均海拔高度為1182米（即3878英尺）。